# Odontomyia annulata
Odontomyia annulata är en tvåvingeart som först beskrevs av Johann Wilhelm Meigen 1822.  Odontomyia annulata ingår i släktet Odontomyia och familjen vapenflugor. Inga underarter finns listade i Catalogue of Life.